# Machaira

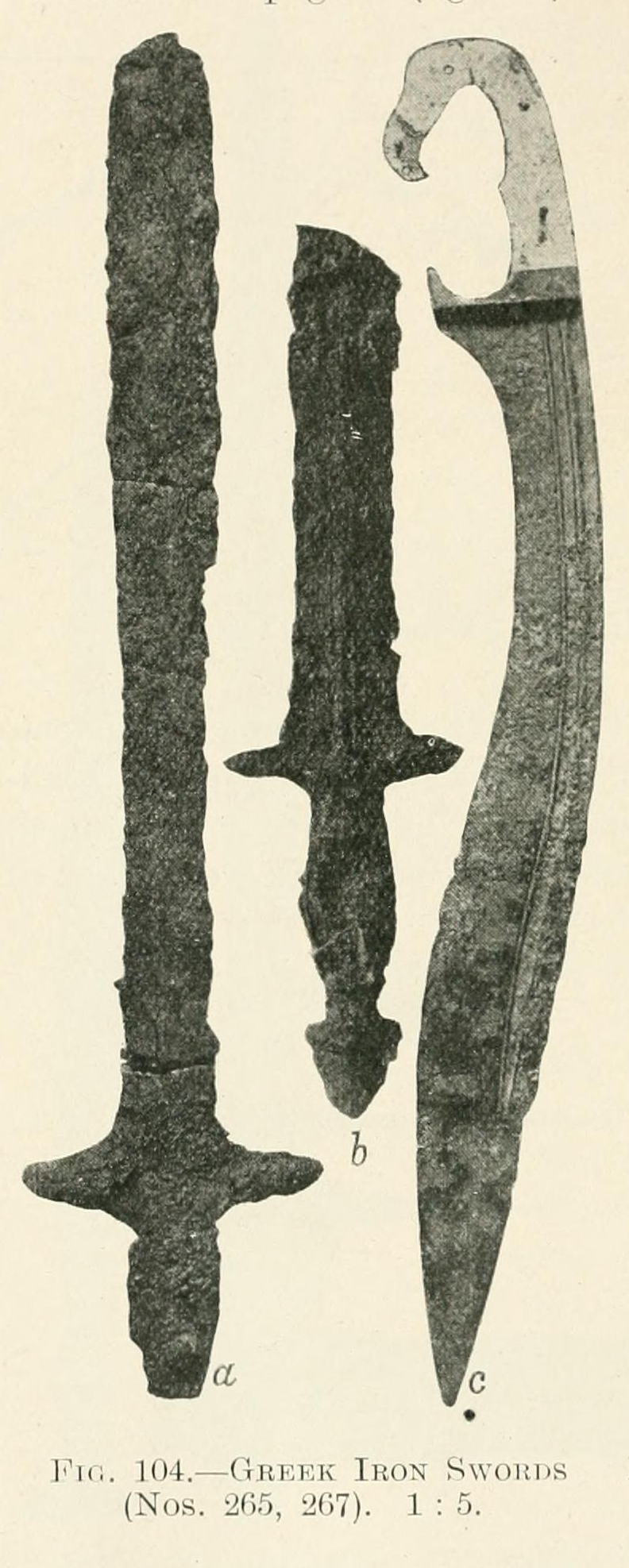
Miecze greckie; machaira oznaczona literą C

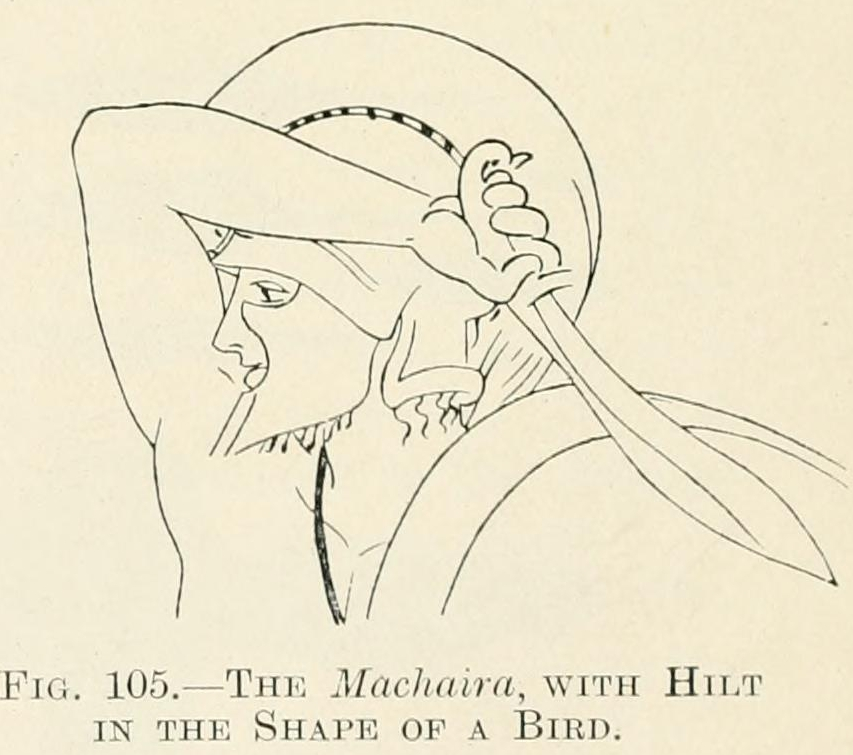
Wojownik biorący zamach machairą

Machaira (gr. μάχαιρα, machaira, machaera – nóż) – wywodząca się ze starożytności broń sieczno-kłująca o krótkiej, esowato wygiętej, jednosiecznej głowni i ostrzu po jej stronie wewnętrznej. Była używana w Grecji i w innych krajach basenu Morza Śródziemnego. Z tej broni wywodziła się starożytna falcata, a w późniejszych czasach turecki jatagan i prawdopodobnie również nepalski kukri.
Machaira pochodziła z Persji i jest prawdopodobnie spokrewniona z szablą wschodnią. Rozpowszechniła się w Grecji od V w. p.n.e. Był to rodzaj długiego, ciężkiego, zakrzywionego noża, nieco podobnego do germańskiego saksu, lecz w odróżnieniu od niego zawsze o wygiętej głowni. Przed połową V w. wyobrażenia takich noży czy maczet są obecne w sztuce, ale jako narzędzia (np. kuchenne) lub przy składaniu ofiar, nie jako broń. Na takie zastosowanie wskazuje też jeden z wariantów mitu o Neoptolemosie, którego w świątyni w Delfach miał w kłótni zabić niejaki Machaireus („Nożownik”), syn Daïtesa („Rozdzielającego”); imię zabójcy odnosi się do noża, jakim kapłani dzielili mięso zwierząt ofiarnych.
W drugiej połowie tego wieku machairy są już powszechnie przedstawiane zarówno jako narzędzia domowe lub ceremonialne, jak i jako broń. Być może idea zakrzywionej broni siecznej przeniknęła ze wschodu do Grecji w czasach wojen perskich, a ostateczna forma narodziła się poprzez adaptację już istniejącego narzędzia do celów bojowych. Następnie w czasie wojen między Grekami a Kartagińczykami na Sycylii, iberyjscy najemnicy w służbie kartagińskiej przenieśli wzór takiej broni do siebie. Na Półwyspie Iberyjskim pierwsze datowane jej przykłady pojawiają się pod koniec V. w., dając początek falcacie.
Machaira miała głownię przy rękojeści początkowo wąską, następnie rozszerzającą się przy sztychu. Rękojeść była zamknięta lub półzamknięta, a głowica miała hakowatą formę, często zakończoną stylizowaną głową ptaka. Długość broni mieściła się między 50 a 70 cm, a waga wynosiła ok. 1 kg (z pochwą 1,5–2 kg).
Dzięki rozszerzającej się ku sztychowi głowni była to broń ciężka i dobrze wyważona do cięcia. Zapewne wymagała nieco miejsca, by wojownik mógł wziąć zamach, więc nadawała się szczególnie do walki w szyku luźniejszym, niż w ciasno zbitej falandze. W sztuce często przedstawione są postaci biorące szeroki zamach zza ramienia (zza lewego lub na wprost, zza prawego), ale nie oznacza to, że była to jedyna forma szermierki tą bronią. Ksenofont szczególnie cenił machairę jako broń kawalerii, właśnie ze względu na siłę cięcia, które mógł wyprowadzić jeździec z wysokości konia.
Oprócz kawalerzystów używali jej jako broni pomocniczej hoplici (zamiast miecza xiphos) i lżej uzbrojeni żołnierze, jak peltaści. Machairophoroi („noszący miecze/machairy”) to z kolei nazwa służebnej formacji w wojsku Seleucydów; byli to słudzy obozowi, których zadaniem było m.in. przygotowywanie posiłków dla żołnierzy. Nazwa najprawdopodobniej wywodzi się od faktu, że byli oni uzbrojeni jedynie w broń boczną i nie mieli żadnej innej.
Machaira, kopis i falcata
Wielu autorów – Z. Żygulski, P. Dixon, V. Hansen, J. Campbell – identyfikuje machairę z inną bronią znaną ze starożytności – kopisem, posiadającą podobną budowę i jednosieczną głownię. Używają oni tych nazw zamiennie, zaś falcatę traktują jako niemal tożsamą lub jako wersję rozwojową. G. Daly mówi o falcacie jako wariancie kopisu, a J. Warry pokazuje typy zakrzywionego miecza, opisując je jako „zwane po grecku kopis, a po łacinie falcata”; także J. Campbell określa falcatę mianem zachodniego wariantu greckiego kopisu.